# Colostethus insperatus
Allobates insperatus là một loài ếch thuộc họ Dendrobatidae.
Loài này có ở Ecuador và có thể cả Colombia.
Môi trường sống tự nhiên của chúng là rừng ẩm vùng đất thấp nhiệt đới hoặc cận nhiệt đới và đầm nước ngọt có nước theo mùa.
Chúng hiện đang bị đe dọa vì mất môi trường sống.